# Bijakovići
Bijakovići (en cyrillique : Бијаковићи) est un village de Bosnie-Herzégovine. Il est situé dans la municipalité de Čitluk, dans le canton d'Herzégovine-Neretva et dans la fédération de Bosnie-et-Herzégovine. Selon les premiers résultats du recensement bosnien de 2013, il compte 1 491 habitants.

## Démographie

### Évolution historique de la population
| 1948 | 1953 | 1961 | 1971 | 1981 | 1991 | 2013  |
| ---- | ---- | ---- | ---- | ---- | ---- | ----- |
| -    | -    | 608  | 687  | 565  | 811  | 1 671 |

|  |

### Communauté locale
En 1991, Bijakovići faisait partie de la communauté locale de Međugorje-Bijakovići qui comptait 2 178 habitants, répartis de la manière suivante :